# Тирадентис
Тираде́нтис (порт. Tiradentes), настоящее имя Жуакин Жозе да Силва Шавьер (порт. Joaquim José da Silva Xavier; 16 августа 1746 — 21 апреля 1792) — бразильский революционер, руководитель заговора в Минас-Жерайсе 1789 года. Признан национальным героем Бразилии.

## Биография

### Ранние годы и прозвище
Жуакин Жозе да Силва Шавьер родился 16 августа 1746 года в бедной семье Домингуша да Силвы Сантуша и Антонии Шавиер в Минас-Жерайсе. Когда ему было 14 лет, Жуакин хотел поступить в семинарию, как и два его старших брата. Однако для поступавших существовали два правила: иметь безупречную с точки зрения церкви родословную (то есть не происходить от отлучённых от церкви, евреев или мавров, а также от негров или мулатов) и предоставить медицинское свидетельство о полном здравии. Как и старшие братья, Жуакин подходил под эти требования, в связи с чем был отправлен на обучение сначала к священнику Жуану Чавесу, а потом смог поступить в семинарию. Там он увлёкся врачеванием, в частности хирургией и стоматологией. За увлечённость последним и получил от знакомых прозвище Тирадентис (дословно — «Зубодёр»). При этом он лечил своих пациентов порой бесплатно, так как не стремился к обогащению.
В молодости Жуакин сменил много профессий, но занимался в основном торговлей, при этом много уделяя времени самообразованию — всегда носил с собой книги, которые читал в долгой дороге. Будучи арестован за то, что заступился за раба, которого избивал плантатор, Жуакин был вместе с ним отправлен в заключение на разбирательство. По законам колонии, он был приговорён к штрафу, а в случае его невыплаты — к тюрьме. Однако в заключении Жуакин смог вылечить больной зуб судьи и, благодаря писарю, был отпущен на свободу. Однако пока он находился за решёткой его обокрали и увели мулов с товаром и всем нажитым, из-за чего после освобождения Тирадентис был вынужден набрать долгов и приобрести участок земли, на котором он собирался заняться сельским хозяйством, однако потерпел неудачу и был вынужден расплатиться с кредиторами участком.

### На государственной службе
В 1769 году Тирадентис поступил на военную службу, будучи отправлен в гарнизон драгунов в Вила-Рике. Через семь лет после начала службы он получил звание прапорщика. Тогда же указом губернатором португальской компании на континенте был создан особый кавалерийский полк, в котором Жуакин стал одним из командующих. Помимо этого в полку он исполнял обязанности врача.
В 1780 году Тирадентис был назначен командиром отряда, сопровождавшего повозку с губернатором капитании Родриго де Менезесом. Они подолгу беседовали: Тирадентис рассказывал главе колонии о достопримечательностях и людях. На одном из привалов отряд был окружён бандитами. Между нападающими и людьми Тирадентиса завязался бой. Тирадентис сначала сильно проредил силы соперника, которые превосходили его собственный отряд в 2,5 — 3 раза, после чего приказал атаковать. Отряд нападавших был разбит, а Жуакин погнался за главарём банды. Когда он его нагнал, Тирадентис понял, что это его старый знакомый Жеронимо, которого когда-то он спас. Он рассказал ему, что многие их друзья мертвы, убиты по приказу губернатора колониальной Бразилии. В ответ Тирадентис отпустил знакомого и, вернувшись к Менезесу, доложил о разгроме бандитов.

### Подпольная деятельность
В декабре 1788 года Тирадентис стал членом тайного общества инконфидентов, созданного представителями прогрессивной части офицерства португальских колониальных войск и интеллигенции. Вскоре Тирадентис фактически возглавил это революционное движение, известное как заговор в Минас-Жерайсе. Программа общества провозглашала Бразилию независимой республикой, отмену сословий и привилегий, ликвидацию колониальных налогов, равенство всех граждан перед законом. Наиболее радикальная часть общества настаивала на освобождении всех рабов. Был создан план антипортугальского восстания и разработаны первые законы нового, республиканского правительства.
В мае 1789 года предатель выдал планы заговорщиков, общество было разгромлено, а Тирадентис и другие инконфиденты — арестованы. Почти все участники заговора были приговорены к ссылке или изгнанию. Тирадентис, принявший всю вину за организацию заговора на себя, был казнён в Рио-де-Жанейро 21 апреля 1792 года. Его тело было расчленено, голова выставлена на площади в Вила-Рике, остальные части тела — на столбах по дороге в Минас-Жерайс. Был снесён дом, в котором он жил.

## Национальный герой
Тирадентис начал рассматриваться как национальный герой республиканцами во второй половине XIX века. После провозглашения республики в 1889 году годовщина его смерти (21 апреля) стала национальным праздником.
Тирадентис считается покровителем бразильской военной полиции и гражданской полиции штатов. Его именем назван город в штате Минас-Жерайс. С 1998 года изображение Тирадентиса присутствует на монетах в 5 сентаво.
Телевизионная программа «Величайший бразилец всех времён», вышедшая в 2012 году, по итогам всенародного голосования назвала его одним из 12 величайших деятелей в истории Бразилии.